# Dare Me
Dare Me, ou Vilaines filles au Québec, est une série télévisée américaine en dix épisodes d'environ 43 minutes, développée par Megan Abbott et Gina Fattore, diffusée entre le 29 décembre 2019 et le 8 mars 2020 sur USA Network.
Il s'agit d'une adaptation du roman Vilaines filles, écrit par Megan Abbott.
Au Canada et dans les pays francophones, la série a été diffusée intégralement le 20 mars 2020 sur le service Netflix.

## Synopsis
Plusieurs années après avoir quitté la petite ville de Sutton Grove, Colette French y fait son retour. Devenue l'une des meilleures coachs de cheerleading, elle est engagée pour faire remonter le niveau de l'équipe du lycée de la ville.
Mais Colette est accueillie froidement par l'équipe et sa capitaine autoproclamée, Beth Cassidy. Beth est une adolescente médisante et manipulatrice qui gère l'équipe en humiliant les plus jeunes, principalement Tacy, sa demi-sœur née de l'idylle entre son père et sa maitresse pour qui il a abandonné la mère de Beth.
Colette trouvera néanmoins du soutien de la part d'Addy Hanlon, la meilleure amie de Beth dont le potentiel n'est pas exploité, Addy ne voulant pas faire de l'ombre à Beth et la suivant aveuglément dans ses pires idées.
Mais les secrets de Colette et les défauts des filles vont vite faire tomber la ville dans le drame.

## Distribution

### Acteurs principaux
- Willa Fitzgerald (VF : Jessica Monceau) : coach Colette French
- Herizen Guardiola : Addy Hanlon
- Marlo Kelly (VF : Camille Donda) : Elizabeth Ann « Beth » Cassidy
- Rob Heaps : Matt French
- Zach Roerig : sergeant William « Will » Mosley
- Paul Fitzgerald : Bert Cassidy
- Alison Thornton (VF : Karl-Line Heller) : Tacy Cassidy

### Acteurs récurrents
- Taveeta Szymanowicz (VF : Lila Lacombe) : RiRi Curtis
- Antonio J. Bell (VF : Jonathan Gimbord) : Michael Slocum
- Amanda Brugel : Faith Hanlon
- Tammy Blanchard (VF : Dominique Vallée) : Lana Cassidy
- Tamberla Perry : J.J. Curtis
- Adrian Walters (VF : Jonathan Gimbord) : Jimmy Tibbs
- Chris Zylka (VF : Guillaume Bourboulon) : Kurtz
- Brittany Raymond : Cori Ross
- Erika Prevost : Brianna Bradley

 Source et légende : version française (VF) sur RS Doublage

## Production

### Développement
En 2013, le studio 20th Century Studios acquiert les droits d'adaptation du roman Vilaines filles de Megan Abbott. Le film sera produit via sa filiale Fox 2000 Pictures avec la romancière au scénario et Michael Sucsy à la réalisation. L'actrice Natalie Portman rentre alors en discussions pour jouer le rôle de Colette French. Néanmoins, le projet ne se réalisera jamais et le studio finira par perdre les droits du roman.
En avril 2018, USA Network commande un pilote pour un projet d'adaptation du roman en série télévisée développée par Megan Abbott elle-même.
En janvier 2019, la chaîne annonce la commande de la série et dévoile qu'elle sera diffusée sur le service Netflix dans le reste du monde. Ce n'est pas la première fois qu'une série d'une chaîne du groupe NBCUniversal bénéfice d'un tel mode de diffusion, en effet, via sa filiale Universal Content Productions le studio produit plusieurs séries qu'il propose au service avant même le début de la production pour augmenter les chances de commande et leurs rentabilité.
En avril 2020, USA Network annonce l'annulation de la série en raison de ses audiences décevantes.

### Distributions des rôles
Lors de la commande du pilote par USA Network, les actrices Willa Fitzgerald, Herizen Guardiola et Marlo Kelly sont annoncées dans des rôles principaux. Lors de la commande de la série, elles sont rejointes par Rob Heaps, Zach Roerig et Paul Fitzgerald.
Quelques jours plus tard, Tammy Blanchard, Antonio J. Bell, Alison Thornton et Tamberla Perry rejoignent la distribution récurrente. En mai 2019, ils sont rejoints par Taveeta Szymanowicz et Chris Zylka. En août de la même année, Amanda Brugel et Adrian Walters signent également pour des rôles récurrents.
Peu après le tournage de l'épisode pilote, Alison Thornton est promue à la distribution principale, qu'elle rejoint dès le deuxième épisode.

### Tournage
Le tournage de la série se déroule à Toronto dans la province d'Ontario au Canada.

## Épisodes
1. Coup d'État (Coup d'État)
2. Destruction mutuelle assurée (Mutually Assured Destruction)
3. Abandon à discrétion (Surrender at Discretion)
4. Rapprochement (Rapprochement)
5. Tranchées parallèles (Parallel Trenches)
6. Code Rouge (Code Red)
7. Terre brulée (Scorched Earth)
8. Endiguement (Containment)
9. Brouillard de Guerre (Fog of War)
10. Facteur Choc (Shock & Awe)

## Accueil

### Critiques
La série a reçu des critiques généralement positives aux États-Unis. Sur le site agrégateur de critiques Rotten Tomatoes, elle recueille 83 % de critiques positives, avec une note moyenne de 7,32/10 sur la base de 24 critiques collectées, lui permettant d'obtenir le statut « Frais », le certificat de qualité du site. 
Le consensus critique établi par le site résume que la série est « viscérale, même si parfois insipide » et qu'elle est un « thriller avec une ambiance sombre qui crée une exploration habile de la vie intérieure des adolescents ». 
Sur Metacritic, la saison obtient une note de 73/100 basée sur 12 critiques collectées.

### Audiences
| Saisons | Saisons | Diffusion originale | Nombre d'épisodes | Lancement        | Lancement       | Final       | Final           | Téléspectateurs (en moyenne) |
| Saisons | Saisons | Diffusion originale | Nombre d'épisodes | Date             | Téléspectateurs | Date        | Téléspectateurs | Téléspectateurs (en moyenne) |
| ------- | ------- | ------------------- | ----------------- | ---------------- | --------------- | ----------- | --------------- | ---------------------------- |
|         | 1       | Dimanche, 22 h      | 10                | 29 décembre 2019 | 600 000         | 8 mars 2020 | 432 000         | 402 000                      |